# 대한민국 산림박람회
대한민국 산림박람회(大韓民國山林博覽會)는 2008년부터 매년 산림청에서 개최하고 있는 전국 규모의 박람회이다.
제 1회 박람회가 2008년 5월 27일부터 6월 1일까지 경상남도 진주시에 위치한 경상남도수목원에서 개최된 이래 매년 개최되었으며, 2012년 현재까지 총 5회가 개최되었다. 2013년에는 대전컨벤션센터에서 개최될 예정이다.

## 역대 개최지
- 제1회(2008년) : 경상남도수목원(경상남도 진주시 소재)
- 제2회(2009년) : 화랑유원지(경기도 안산시 소재)
- 제3회(2010년) : 망상 해수욕장(강원도 동해시 소재)
- 제4회(2011년) : 창원 스포츠파크 만남의 광장(경상남도 창원시 소재)
- 제5회(2012년) : 전라남도산림자원연구소(전라남도 나주시 소재)
- 제6회(2013년) : 대전컨벤션센터(대전광역시 유성구 소재, 예정)